# David Addy
David Nii Addy (Prampram, 21 febbraio 1990) è un ex calciatore ghanese, di ruolo difensore.

## Caratteristiche tecniche
Gioca come terzino sinistro.

## Carriera

### Club
Nel 2005 passa all'All Stars fino al 2007. Dal 2008 gioca alla squadra danese dei Randers.
Dal 2010 gioca al Porto.
Nel calciomercato estivo del 2010 passa in prestito all'Academica de Coimbra. Segna la sua prima rete con questa maglia all'Estádio do Dragão proprio contro la sua ex squadra, il Porto, portando il punteggio sullo 0-1 (la partita finirà 3-1 per i padroni di casa).

### Nazionale
Con la Nazionale di calcio del Ghana Under-20 ha vinto il campionato mondiale di calcio Under-20 2009. Ha inoltre debuttato nella Nazionale maggiore.

## Palmarès

### Nazionale
- Campionato mondiale Under-20: 1

Egitto 2009